# Villatoro
Villatoro é um município da Espanha na província de Ávila, comunidade autónoma de Castela e Leão, de área 56,13 km² com população de 5,000 habitantes (2004) e densidade populacional de 4,28 hab/km².

## Demografia
| Variação demográfica do município entre 1991 e 2004 | Variação demográfica do município entre 1991 e 2004 | Variação demográfica do município entre 1991 e 2004 | Variação demográfica do município entre 1991 e 2004 |
| --------------------------------------------------- | --------------------------------------------------- | --------------------------------------------------- | --------------------------------------------------- |
| 1991                                                | 1996                                                | 2001                                                | 2004                                                |
| 8,000                                               | 4,765                                               | 6,987                                               | 5,000                                               |